# Irene Bernard
Irene Bernard (* 2. Mai 1908 in Bischmisheim als Irene Altpeter; † 11. Juli 2002) war eine deutsche Widerstandskämpferin in der Résistance.

## Leben
Nach dem Besuch der Volksschule absolvierte sie eine Ausbildung zur Bürokauffrau und arbeitete in einem Saarbrücker Unternehmen.
1932 heiratete sie Leander Bernard, mit dem sie drei Kinder hatte. Beide waren in der Sozialistischen Arbeiterjugend aktiv und organisierten ab 1933 über die Internationale Rote Hilfe und die Rote Hilfe Deutschlands die Solidaritätsaktionen für sogenannte Reichsemigranten, wie die Flüchtlinge aus NS-Deutschland im Saarland genannt wurden. Sie stellten dafür auch in der eigenen Wohnung Übernachtungsmöglichkeiten zur Verfügung.
Nach der Angliederung des Saarlandes an das Deutsche Reich im Januar 1935 mussten die Bernards nach Frankreich fliehen, um sich selbst vor der Verfolgung durch die Gestapo in Sicherheit zu bringen. Ab 1936 setzten sie ihre Solidaritätsarbeit in Agen/Südfrankreich fort und halfen dort den Freiwilligen, die zur Unterstützung der Spanischen Republik auf dem Weg zu den Interbrigaden waren.
Nach der Besetzung auch des Südens Frankreichs 1942 durch die Wehrmacht arbeitete Irene Bernard in der Travail allemand, einer spezifischen Gruppe der französischen Widerstandsbewegung, die von deutschen Emigranten gebildet worden war. Sie übernahm dort Kurierdienste, organisierte den Transport von Flugblättern und Lebensmittel für „illegal“ lebende Widerstandskämpfer.
1944 musste auch Irene Bernard in den Untergrund gehen und sie engagierte sich in den bewaffneten Gruppen der Bewegung Freies Deutschland für den Westen (CALPO), die innerhalb der Résistance kämpften und für diese militärisch wichtige Informationen sammelten.
Sie engagierte sich nach Kriegsende in der Betreuung verwundeter deutscher Soldaten, die in Kriegsgefangenschaft geraten waren. 1946 kehrte sie zurück ins Saarland und wurde dort aktiv in der Frauen- und Friedensbewegung, insbesondere im Demokratischen Frauenbund Saar, später dann auch in der VVN und bei der Durchführung antifaschistischer Stadtrundfahrten.

## Ehrungen
- 1988 wurde ihr vom saarländischen Ministerpräsidenten Oskar Lafontaine der Saarländische Verdienstorden für ihr politisches Engagement verliehen (amtliche Bekanntgabe am 27. Juni 1989[1]).